# Lorenz Bokholt (Propst)
Lorenz Bokholt, auch Laurentius Bokholt († 27. September 1501 in Greifswald) war ein deutscher Jurist, römisch-katholischer Geistlicher und Hochschullehrer. Er war Greifswalder Propst und Rektor der Universität Greifswald.

## Leben
Der Sohn des Greifswalder Bürgermeisters Lorenz Bokholt aus dessen zweiter Ehe wurde Anfang des 15. Jahrhunderts geboren. Nach dem Tod des Vaters 1417 stand er 1421 unter der Vormundschaft seines älteren Bruders Otto Bokholt und mehrerer Ratsherren. 1437 wurde er an der Universität Rostock immatrikuliert, die sich zu dieser Zeit im Exil in Greifswald befand.
1456, im Gründungsjahr der Greifswalder Universität, immatrikulierte er sich in Greifswald mit dem akademischen Grad eines Baccalars des Römischen Rechts. Gleichzeitig erhielt er drei Benefizien, für die er sich verpflichtete, als Extraordinarius Vorlesungen über Römisches Recht zu halten. Von 1457 bis 1464 war er Thesaurar des Kollegiatstiftes an der Nikolaikirche. 1461 erhielt er eine ordentliche Professur der Rechte. In der Artistenfakultät wurde er 1465 Magister artium. Im selben Jahr erlangte er in der Juristenfakultät den Grad eines Lizentiaten des kanonischen Rechts. Auch geriet er in Streit mit dem Rektor Gervinus Ronnegarwe, der deshalb an die Römische Kurie appellierte.
1482 wurde Lorenz Bokholt zum Dr. iur. promoviert. 1483 übernahm er, von Herzog Bogislaw X. empfohlen, das Amt des Greifswalder Propstes. Im selben Jahr beteiligte er sich am Rektoratsstreit der Universität. 1484 wurde er Dekan der Fakultät und Rektor der Hochschule. Außerdem wurde ihm die Würde eines Subkonservators verliehen. 1486 vertrat er das Kollegiatstift bei einem Vergleich mit Bogislaw X. 1488 wurde er Vizekanzler und erneut Rektor der Universität. Im folgenden Jahr prozessierte er gegen den Abt des Klosters Belbuck, Konrad von Winterfeld, der das Amt des Subkonservators beanspruchte. 1490 war er Beisitzer im Gerichtsverfahren gegen Bernd Maltzan.
Er starb 1501 an der Pest. Beigesetzt wurde er in der Bokholtschen Kapelle in der Nikolaikirche. Sein Grabstein ist erhalten.